# RaiderZ
Raiderz (offiziell RaiderZ geschrieben) war ein Massively Multiplayer Online Role-Playing Game (MMORPG) vom koreanischen Entwicklerstudio MAIET Entertainment. Es erschien am 20. November 2012 in Südkorea über Neowiz Games, in Nordamerika über Perfect World Entertainment und in Europa über Gameforge. Das Spiel nutzte ein Free-to-play-Modell und verlangte dementsprechend keine monatliche Nutzungsgebühr, da die Dienste über Echtgeld-Mikrotransaktionen über den virtuellen Ingame-Shop finanziert wurden.

## Entwicklung
Im Januar 2006 startete MAIET Entertainment die Arbeiten an einem neuen Spiel unter dem Codenamen „Project H“. Am 31. Juli 2009 wurde Project H erstmals erwähnt, als MAIET Entertainment den koreanischen Publisher Neowiz Games als Partner für ein kommendes MMORPG-Projekt vorstellte. Der offizielle Titel „RaiderZ“ wurde am 3. Mai 2010 von Neowiz Games enthüllt. Er setzt sich aus dem englischen Wort „Raiders“ für Plünderer und dem abschließenden, großgeschriebenen Z zusammen, das zeigen soll, dass das Spiel von denselben Machern wie GunZ: The Duel entwickelt wird.
Im August 2010 wurde ein erster geschlossener Beta-Test durchgeführt, gefolgt von einem zweiten und dritten im Januar/Februar 2011 sowie Februar 2012. Am 5. Juli 2012 startete der südkoreanische Publisher Neowiz Games den offenen Beta-Test.
Anfang 2011 verkündete MAIET Entertainment seine Zusammenarbeit mit Perfect World Entertainment und Frogster Interactive Pictures (Gameforge), um  RaiderZ auf dem nordamerikanischen und europäischen Markt zu veröffentlichen. Ein geschlossener Beta-Test ist für beide Gebiete geplant – in Nordamerika startet dieser am 8. August 2012 und endet am 29. August 2012, während die europäische Beta einen Tag später (9. August) beginnt.
Ende Juli 2013 gab der Betreiber der europäischen Versionen Gameforge an, den Betrieb des Spiels zum 30. August 2013 einzustellen. "Der Erfolg von RaiderZ entsprach leider nicht unseren Erwartungen", gab der Betreiber bekannt.
Im Juli 2015 kündigte Perfect World an, Raiderz am 7. August 2015 einzustellen, nachdem sie aufgrund von Server-Problemen versucht hatten, den Entwickler MAIET Entertainment zu erreichen, und im Zuge dessen feststellten, dass das Entwicklerstudio nicht mehr arbeitsfähig war, da offenbar alle Mitarbeiter gekündigt hatten.
Die Server von RaiderZ wurden abgeschaltet und weitere Entwicklungen des Spiels komplett eingestellt. RaiderZ ist im Moment nur noch auf (rechtlich umstrittenen) privaten Servern spielbar, die nicht von den ehemaligen Entwicklern unterstützt werden.

## Geschichte
RaiderZ spielt im einst wohlhabenden und mächtigen Königreich Rendel, das jetzt von marodierenden Monstern geplagt wird.

## Gameplay
RaiderZ bietet zahlreiche klassische MMORPG-Elemente wie Gilden, Quests, Dungeons, Handwerksberufe und Spieler-gegen-Spieler-Kämpfe (PvP). Das Spiel verwendet ein unkonventionelles Zielsystem, bei dem Spieler aktiv am Kampf teilnehmen und mit ihrem Fadenkreuz zielen müssen – ähnlich wie in TERA. Darüber hinaus können Spieler spezielle Körperteile von Boss-Gegnern abschlagen und diese gegen sie verwenden. Ein weiterer Unterschied zu anderen MMORPGs ist die einzigartige Charakterentwicklung. Es gibt keine festgelegten Klassen; nachdem die Spieler Level 10 erreicht haben, können sie aus einer großen Anzahl an Fähigkeiten auswählen, um ihren Charakter so zu entwickeln, wie sie wollen.
Der europäische Publisher Gameforge betont, dass RaiderZ kein „Casual-Spiel“ ist, sondern stattdessen selbst die erfahrensten Spieler vor eine Herausforderung stellen wird. Ein Beispiel dafür ist die Tatsache, dass Spieler alleine gegen gigantische Boss-Gegner kämpfen können, auch wenn es ratsam ist, diesen in Gruppen gegenüberzutreten.

### Keine festgelegten Klassen
Bei der Charakter-Erstellung können Spieler zwischen fünf verschiedenen, grundlegenden Kampfstilen wählen: Dem Verteidiger, dem Berserker, dem Kleriker, dem Assassinen und dem Zauberer. Nachdem ihr Charakter aber Level 10 erreicht hat, können sie jede Fähigkeit von jedem Stil erlernen und ihren Charakter so gestalten, wie sie es möchten. Beispielsweise können Spieler einen Charakter mit Plattenpanzer erstellen, der Magie-Attacken ausführen kann, oder einen Heiler, der ein großes Schwert schwingt. Es gibt Gerüchte über weitere Kampfstile, keine davon wurden aber bisher offiziell bestätigt.

### Actionreiche Kämpfe
RaiderZ verbindet Spielelemente von MMORPGs mit denen eines Action-Spiels und erlaubt es Spielern damit, aktiv am Kampf teilzunehmen. Statt auf die typische Point-&-Click-Steuerung zurückzugreifen, die in den meisten MMORPGs verwendet wird, müssen Spieler in RaiderZ ihre Waffen schwingen, gegnerischen Attacken ausweichen und um ihre Widersacher herumtänzeln, um in eine bessere Position zu kommen. Spezial-Fähigkeiten, die in eine Fähigkeitenleiste platziert werden können, spielen natürlich dennoch eine große Rolle in RaiderZ.

### Boss-Kämpfe
Der Kampf gegen starke und große Boss-Gegner ist eines der Haupt-Features von RaiderZ. Egal ob in instanzierten Dungeons oder in der offenen Spielwelt, Spieler werden immer wieder auf spezielle Widersacher stoßen, die Geschick und Teamwork abverlangen. Einige dieser Monster werden mehrere hundert Meter hoch sein, sodass der Spieler gerade noch so über den großen Zeh sehen kann. Während der Kämpfe werden die Monster gewisse Körperteile (z. B. Hörner oder Klauen) verlieren, die vom Spieler als Schild oder Waffe verwendet werden können oder für kurze Zeit spezielle Zusatzeffekte bieten. Die Boss-Gegner in RaiderZ benutzen auch selbst in unregelmäßigen Abständen besondere Fähigkeiten und verschlingen oder packen beispielsweise Spieler.

### Handwerk
Neue Ausrüstungsgegenstände und Waffen können nur über das Handwerks-System erlangt werden. Spieler müssen Monster bekämpfen oder mit Spielern handeln, um die Einzelteile zu finden, die für die Erstellung eines neuen Gegenstandes benötigt werden. Der Großteil dieser Gegenstände wird an den Charakter gebunden sein, der sie hergestellt hat, das trifft aber nicht auf die Einzelteile oder die Rezepte zu.

### PvP
Zurzeit gibt es nicht viele Informationen zum PvP-System von RaiderZ. In einem Interview mit TheGamerHub erwähnte der europäische Producer Rüdiger Mörsch klassische Duelle, große, offene PvP-Gebiete und PvP-Quests, in denen ein Team beispielsweise einen wichtigen Nicht-Spieler-Charakter (NPC) beschützen muss, während das andere Team diesen töten muss. Außerdem wies er auf weitere, einzigartige Elemente hin, die sich noch in Entwicklung befinden.

### Musik-Instrumente
Spieler können einige Musikinstrumente wie Gitarren erlernen und zusammen mit anderen Spielern Musik spielen. Diese Instrumente werden mit einer Quest-Reihe verbunden sein, an deren Ende man das Instrument kaufen und dann verschiedene Noten spielen kann.